# Rochlitz
Rochlitz è una città di 5 688 abitanti della Sassonia, in Germania.

Appartiene al circondario della Sassonia Centrale ed è capoluogo della Verwaltungsgemeinschaft Rochlitz.
Rochlitz si fregia del titolo di "Grande città circondariale" (Große Kreisstadt).
Durante la seconda guerra mondiale, fu sede del campo di lavoro di Rochlitz, dipendente dalla locale sede della Mechanik GmbH.

## Geografia

### Territorio

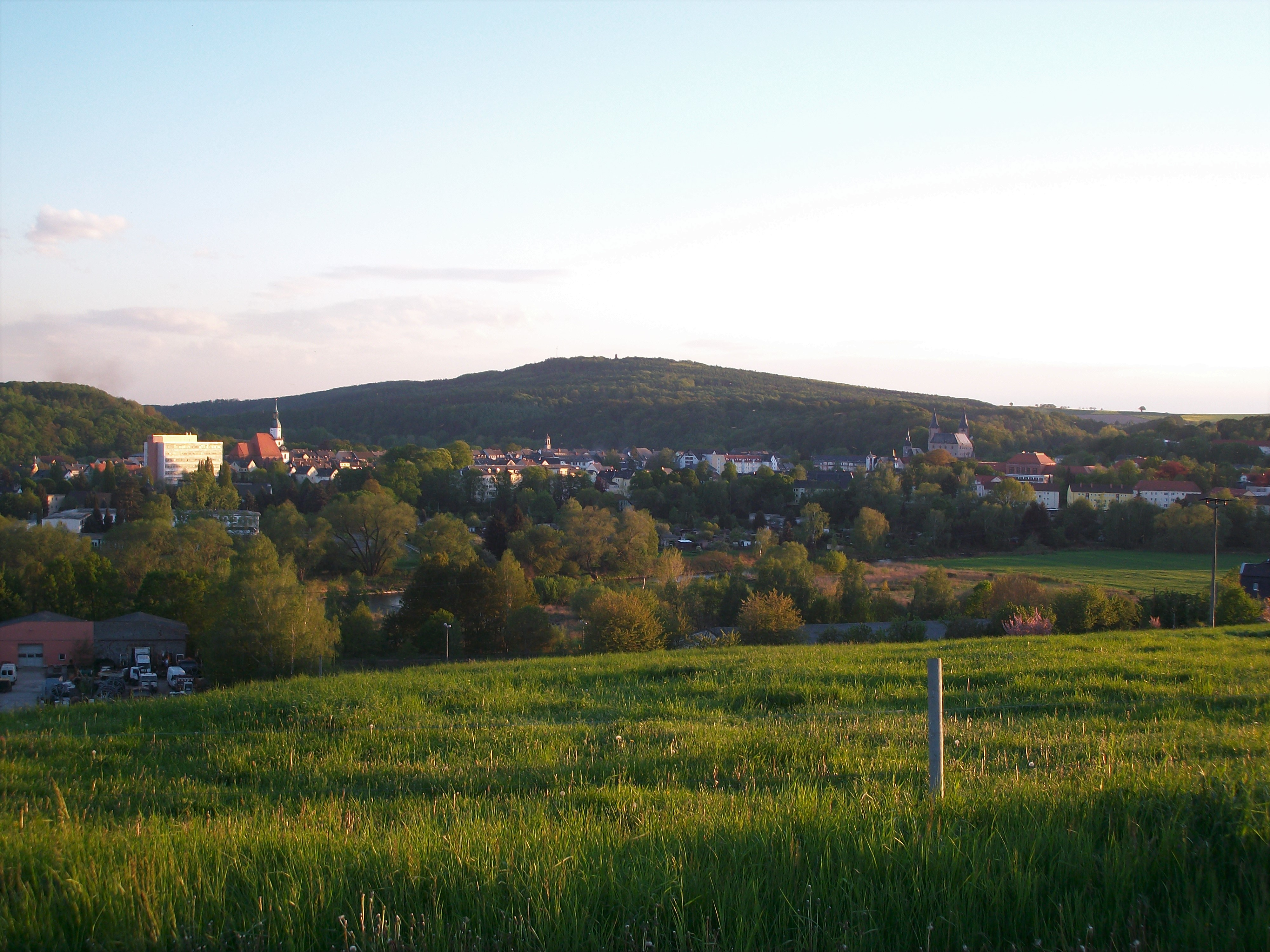
Panorama di Rochlitz dalla periferia della città

La città si trova lungo le rive del fiume Zwickauer Mulde ed ai piedi del Rochlitzer Berg, 26 km a nordovest di Chemnitz ed a 45 km da Lipsia e da Zwickau.

### Geologia
Rochlitz si trova nella regione naturale della Sächsisches Lössgefilde e nella sub-regione di Mulde-Lösshügelland. Il Rochlitzer Berg (c. 349 m) è di origine vulcanica (probabilmente del carbonifero o del guadalupiano) ed è composto dal cosiddetto porfido di Rochlitz, o ignimbrite. Sedimenti dell'epoca del pleistocene si trovano attorno alla città.

## Storia

### Medioevo

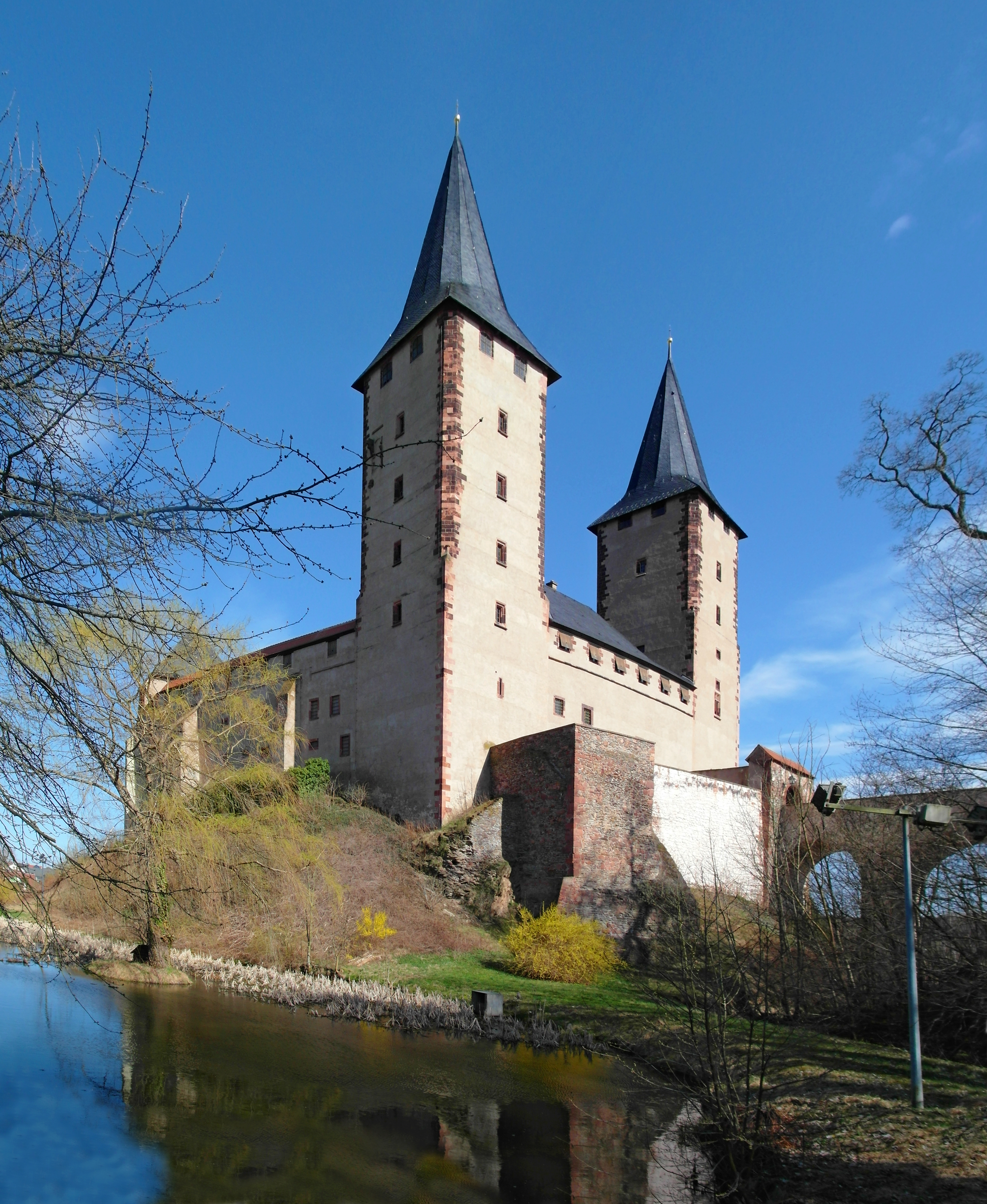
Il castello di Rochlitz visto da nordovest

Villaggi costruiti dalla popolazione degli slavi sono esistiti nell'area sin al IX-X secolo e lo stesso nome del villaggio è derivato dall'antico slavo Rochelinzi. Un primo insediamento stabile si formò nell'XI secolo attorno al castello di Rochlitz ad est della chiesa di San Pietro, nell'attuale Mühlplatz.
La città di Rochlitz vera e propria venne fondata attorno al 1200 da Dedi III di Lusazia o da uno dei suoi figli, Teodorico (1190–1207) o Corrado (1207–1210), o forse ancora dopo il 1210 dal margravio Teodorico I di Meissen. La caratteristica forma allungata del territorio cittadino si rispecchia anche nella piazza del mercato centrale. La chiesa locale di Santa Cunegonda ha del resto origini romaniche ed era originariamente a pianta basilicale, senza transetto. La chiesa di San Pietro era invece collocata extra muros.
Le prime mura della città vengono menzionate in un documento di 1288 in occasione di un crollo parziale delle stesse. Esse erano all'epoca composte di terra, argilla e tronchi di legno, e vennero ricostruite ed espanse tra il 1367 ed il 1373. Il primo consiglio cittadino viene menzionato nel 1360, ed il primo documento col sigillo locale è del 1364. Dal 1379 il consiglio cittadino ottenne il privilegio di amministrare la bassa giustizia. Nel 1430 Rochlitz venne invasa dagli hussiti, ma conobbe in seguito un periodo di grande splendore, ottenendo anche il privilegio di amministrare l'alta giustizia dal 1464. La chiesa di santa Cunegonda venne ricostruita in stile tardogotico tra il 1416 ed il 1476.

### L'epoca moderna

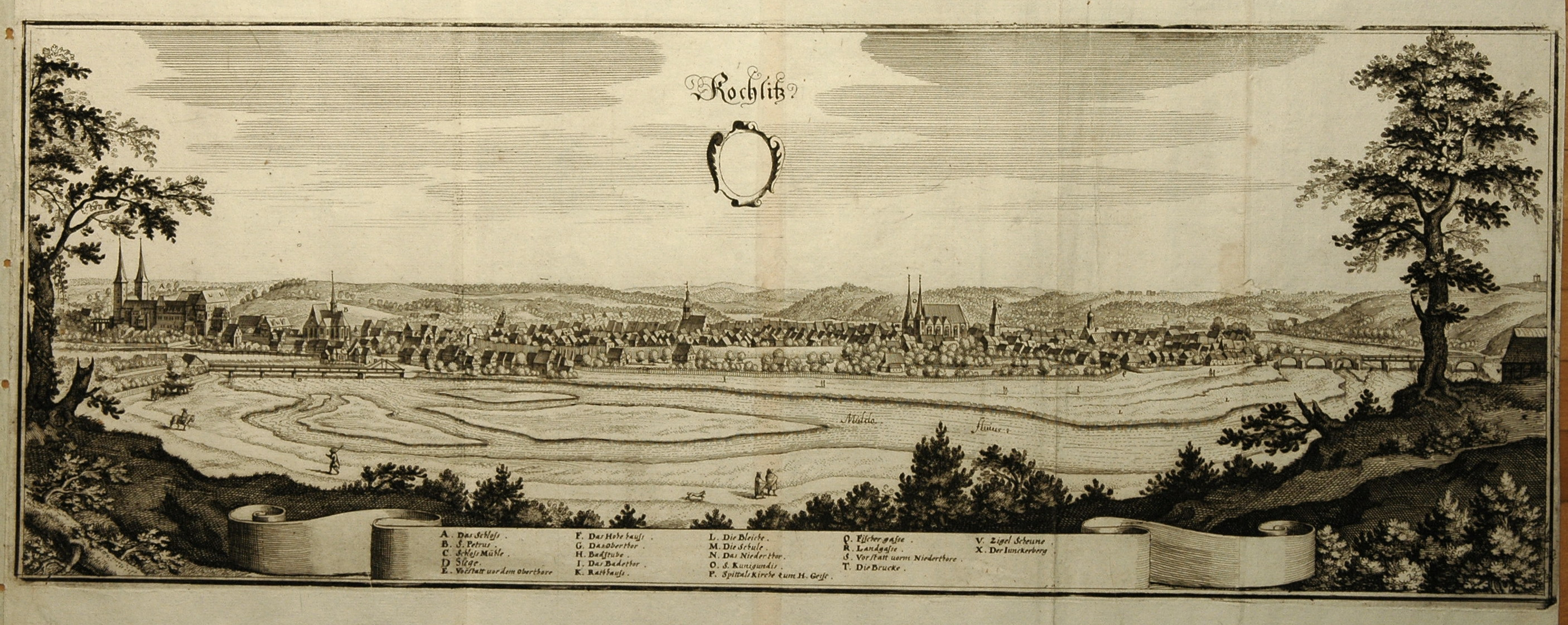
Rochlitz (1650)

La riforma protestante venne introdotta a Rochlitz by Elisabetta d'Assia nel 1537. Nel 1595, a spese dell'elettrice Sofia di Brandeburgo, venne costruita in loco una biblioteca (sul sito dell'attuale Clemens-Pfau-Platz), assieme ad un ospedale, terminato nel 1563 e poi abbattuto nel 1904.
Nella battaglia di Rochlitz del 2 marzo 1547, le truppe protestanti vinsero la loro vittoria più importante durante la guerra di Smalcalda prima della loro sconfitta nella battaglia di Mühlberg. Tra il 1556 ed il 1608 si tennero in paese almeno tre processi documentati a presunte streghe locali.
Durante la guerra dei trent'anni il villaggio ed il castello di Rochlitz vennero assediati e conquistati diverse volte. Un incendio scoppiò nel 1632 ed un altro si ebbe nel 1682. Dal 1682 un'unità di fanteria venne posta di stanza nel villaggio. A partire dal 1691 la città ospitò il barbiere-chirurgo e oculista itinerante Johann Andreas Eisenbarth.
Verso la metà del XVIII secolo, Rochlitz venne connessa al sistema postale sassone ed il primo ufficio tra il 1734 ed il 1743. Nel 1769 venne aperto il primo mulino per la lavorazione della lana.

### XIX e XX secolo

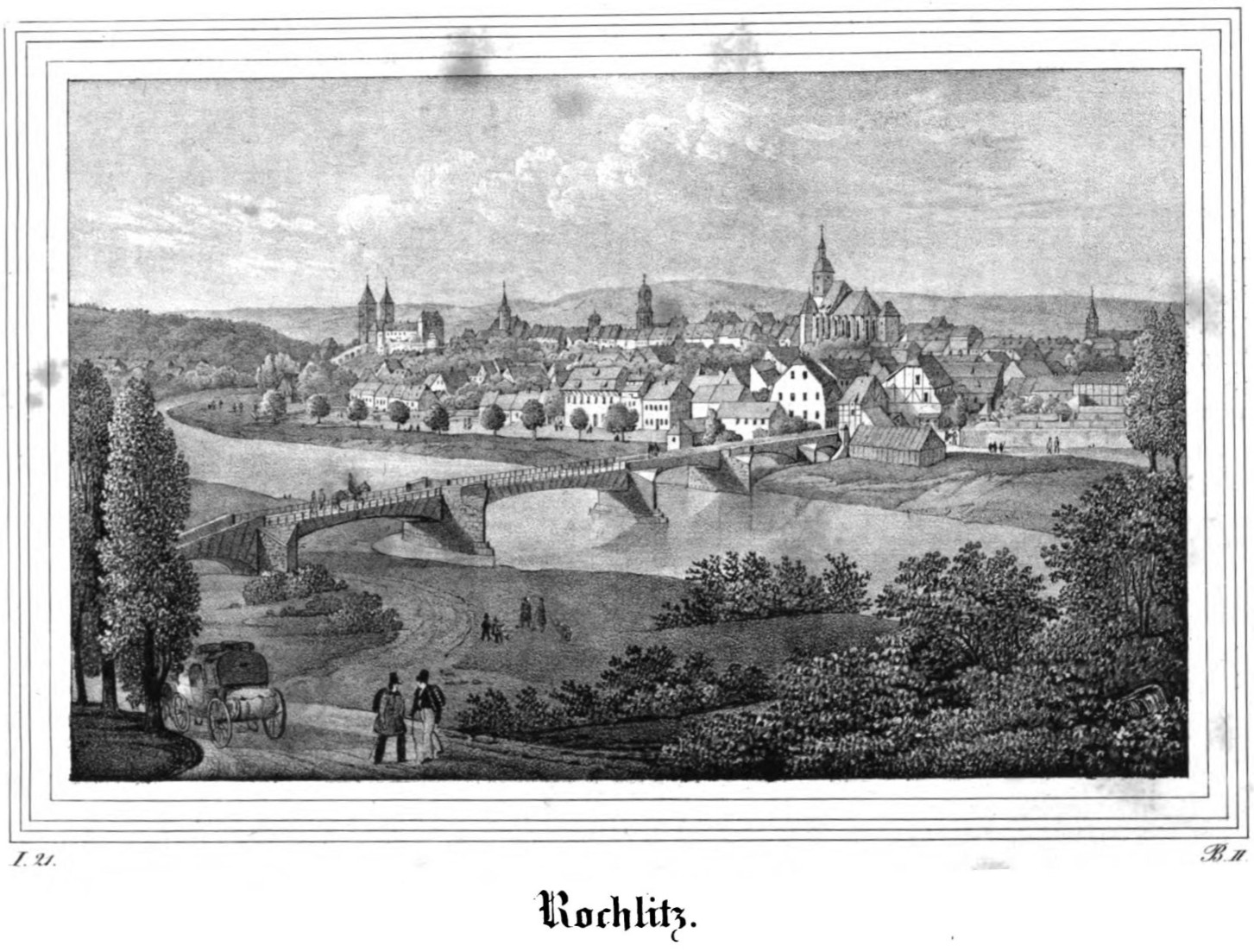
Rochlitz (1835)

Dopo un ulteriore incendio avvenuto nel 1802, la città venne ricostruita cambiando completamente il proprio aspetto. Nel 1816 venne costruito il primo ponte in mattoni sul Zwickauer Mulde, come pure tra il 1826 ed il 1828 venne costruito un nuovo municipio, ed un nuovo ospedale nel 1854. All'inizio del 1830 vennero rimosse le fortificazioni della città.
Nel 1872 venne inaugurata la locale stazione della ferrovia e nel 1876 venne aperta una nuova scuola, oltre ad un ufficio telegrafico nel 1891.

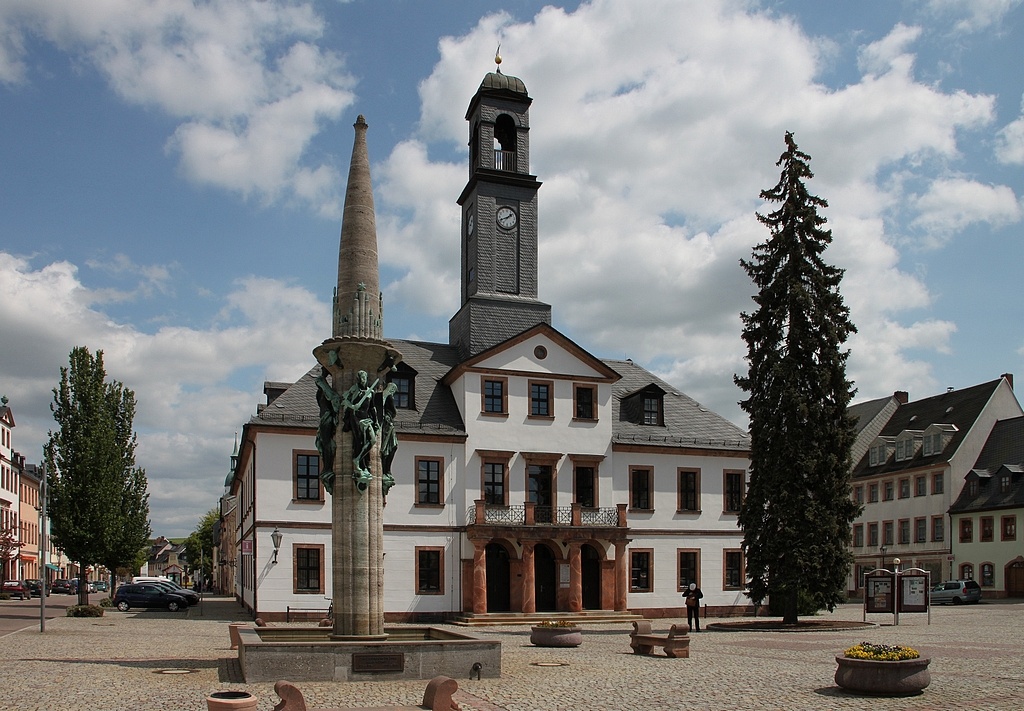
Il municipio cittadino e la fontana realizzata nel 1929

Lo scultore Georg Wrba realizzò nel 1929 la fontana presente nella piazza del mercato cittadino ed un nuovo ponte sullo Zwickauer Mulde venne costruito nel 1933/1934. In quello stesso 1934, il partito nazista riuscì a far dimettere il sindaco in carica (avverso al nazismo) con manovre politiche. Due anni più tardi, su iniziative del direttore onorario del museo locale, Albert Bernstein, vennero celebrati i 1000 anni della fondazione della città, una data fittizia e senza prove che però oltre ad avvicinarsi le simpatie del partito al potere in Germania, funse da attrazione turistica e culturale di notevole importanza per l'epoca.
Nel 1938, a Rochlitz giunse la prima industria specializzata nella produzione di armi, la Mechanik GmbH, con annesso un campo di lavoro per internati militari e per prigionieri che tra il settembre del 1944 ed il marzo del 1945 ospitò tra l'altro anche 600 donne ebree.
Unità della 76th Infantry Division e della 6th Armored Division della III armata degli Stati Uniti liberarono Rochlitz il 14 aprile 1945. Sino al ritiro delle truppe americane il 30 giugno 1945, lo Zwickauer Mulde rappresentò la linea di demarcazione tra i territori occupati dagli americani e quelli occupati dai russi nell'area.
Dal luglio del 1945, le principali attività dell'area vennero espropriate e rese pubbliche, come ad esempio la VEB Elektroschaltgeräte Rochlitz, VEB Stern Radio Rochlitz e la VEB Orsta-Hydraulik, le quali impiegavano prevalentemente manodopera locale. Durante la DDR, Rochlitz si espanse ulteriormente aumentando anche di popolazione.
Rochlitz soffrì pesanti danni dall'alluvione europea dell'agosto 2002.

## Società

### Evoluzione demografica
Abitanti censiti

## Amministrazione

### Gemellaggi
Rochlitz è gemellata con:
- Nettetal
- Sokółka